# Vésper
A Vésper foi uma companhia telefônica criada no Rio de Janeiro e que inicialmente operou sob o nome "Canbrás". Foi incorporada ao Grupo Embratel, após aquisição ocorrida em 2003.

## História
Como forma de fomentar a concorrência na telefonia fixa no Brasil, o governo brasileiro promoveu a realização do leilão das empresas-espelho.
Em 15 de janeiro de 1999, a Canbra Telefônica S.A. venceu o leilão de concessão da empresa-espelho da Tele Norte Leste pelo seu valor mínimo: R$ 60 milhões. A composição societária da empresa era formada pela Bell Canada International Inc. (34,4%); WLL International Inc. (34,4%); Qualcomm Inc. (16,2%); SLI Wireless S.A. (12,5%); e a subsidiária do Grupo Vicunha, Taquari Participações (2,5%).
O leilão da empresa-espelho da Telesp ocorreu em 23 de abril de 1999, tendo sido vencido pelo consórcio Megatel, formado por Bell Canada, Qualcomm, WLL, Grupo Libermann e Taquari, pelo valor de R$ 70 milhões.
A Qualcomm era grande fabricante de aparelhos celulares e detentora das patentes da tecnologia CDMA.
Em janeiro de 2000 a Vésper deu início a suas operações em 44 municípios, incluindo capitais de 17 estados do Brasil, nas regiões Sudeste, Norte e Nordeste.

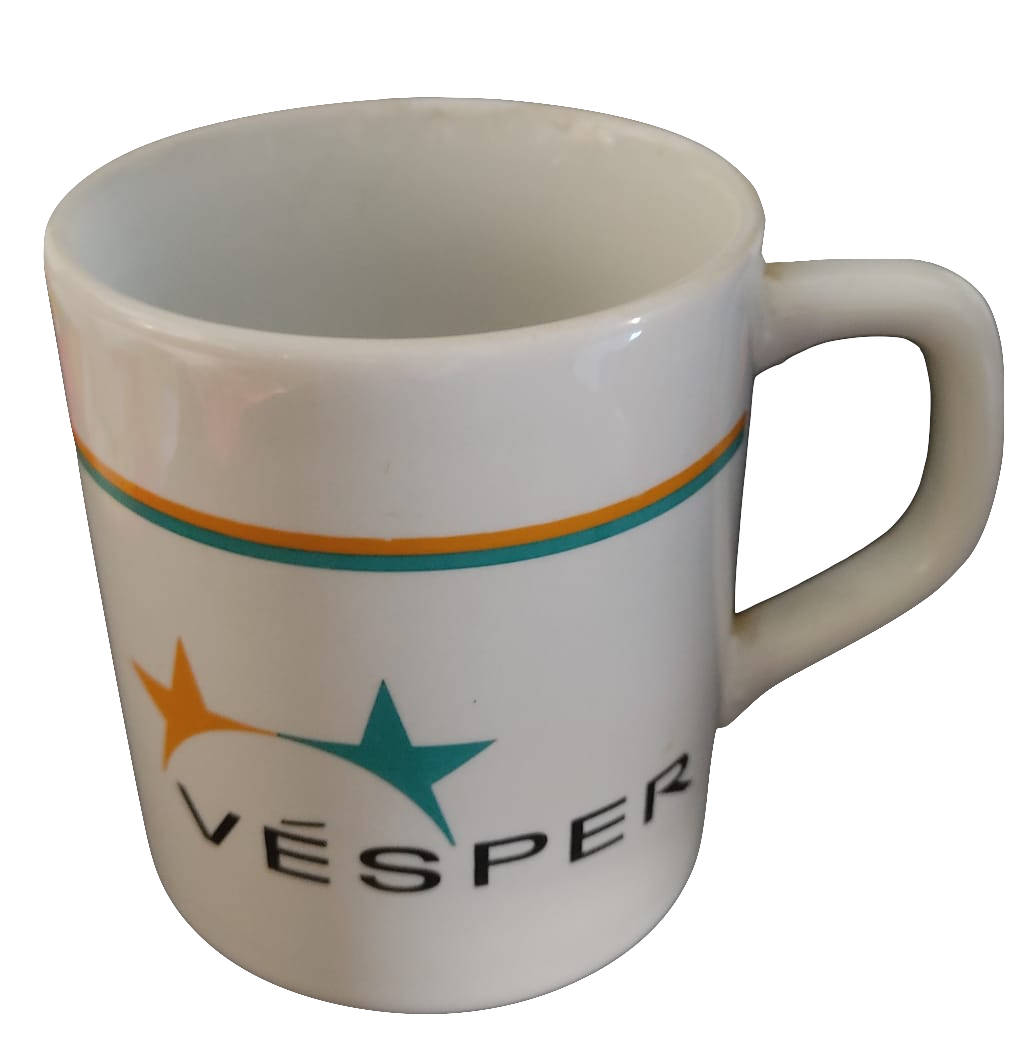
Caneca Vésper presenteada aos funcionários em Dezembro de 2000.

A fim de ampliar o seu alcance, a Vésper negociou e assinou com a Lucent americana um contrato de 470 milhões de dólares a ser usado na aquisição de torres, equipamentos, centrais telefônicas, sistemas de energia e outros equipamentos, com uso da tecnologia WLL (sem fio).
Em abril de 2000, o consórcio anunciou a unificação da gestão da Vésper São Paulo (Região III) e da Vésper S.A. (Região I).
Em junho de 2000 os acionistas decidiram unificar as duas empresas - a Vésper Rio de Janeiro e a Vésper São Paulo - sob uma única diretoria. Virgílio Freire foi escolhido para presidir a empresa, Gilles Leclerc foi mantido como chefe oficial de operações, Robert Birch foi apontado como chefe financeiro e Francisco Neves foi apontado como diretor estatutário para as áreas de administração, logística e estratégia. 

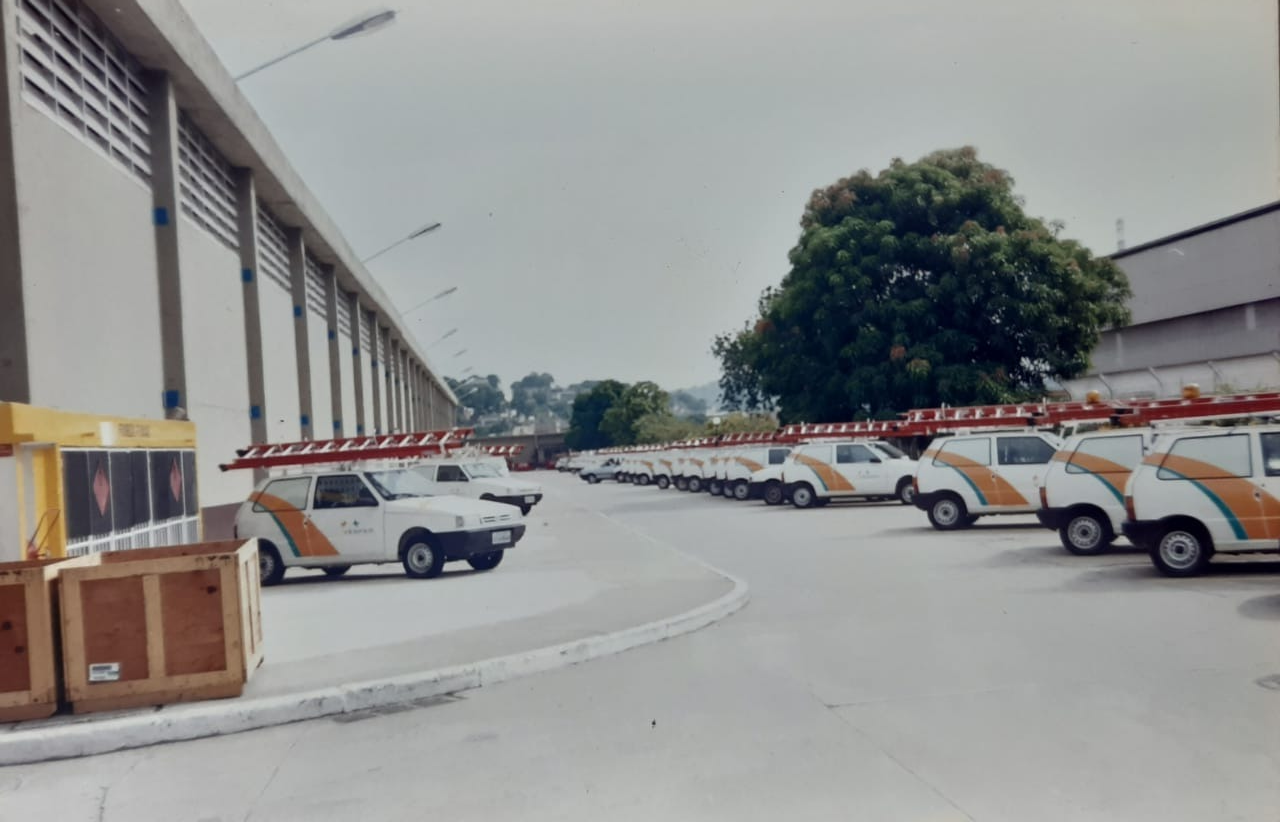
Frota Vésper no Rio de Janeiro (Pavuna) na sede da Transquadros - Avenida Coronel Phidias Távora, 131 - Pavuna, Rio de Janeiro - RJ (Abril 2001)

Em 2001, seus acionistas eram a Bell Canada International (BCI) (32,1%), a VeloCom (51,14%) e a Qualcomm (16,75%), porém esta assumiu o controle da empresa com operações de reestruturação da dívida.
Em 2002, a Vesper teve receita de R$ 388 milhões em 2002, tendo investido US$ 800 milhões em infraestrutura no país e contraído mais de US$ 1,3 bilhão em dívidas, o que levou à necessidade de reestruturação da empresa.
Em 2003, a Vésper contava com 500.000 clientes e tinha foco nas classes C, D e E. Em abril do mesmo ano, a empresa acumulava um prejuízo de U$ 250 milhões. 
Em dezembro de 2003 o Grupo Embratel levou a público as informações sobre a aquisição da Vésper S/A e da Vésper São Paulo S/A, vendidas por um preço simbólico, com o compromisso de pagar um aluguel de US$ 45 milhões, em 10 anos, pelas torres usadas pela Vésper, que haviam sido vendidas à Qualcomm para quitação de dívidas.
O serviço passou a operar sob o nome de "Embratel Livre". As duas empresas foram incorporadas pela Embratel em 2008.